# Mistrzostwa Świata FIBT 1966
Mistrzostwa Świata FIBT 1966 odbyły się w dniu 15 lutego 1966 we włoskiej miejscowości Cortina d’Ampezzo, gdzie rozegrano konkurencję męskich dwójek bobslejowych. 
Konkurencja czwórek bobslejowych została odwołana po wypadku niemieckiego bobsleisty Antona Penspergera, w wyniku którego poniósł on śmierć.

## Dwójki
- Data: 15 lutego 1966

| Miejsce | Państwo         | Zawodnik                              | Czas |
| ------- | --------------- | ------------------------------------- | ---- |
| 1       | Włochy          | Eugenio Monti Sergio Siorpaes         | -    |
| 2       | Włochy          | Gianfranco Gaspari Leonardo Cavallini | -    |
| 3       | Wielka Brytania | Anthony Nash Robin Dixon              | -    |

## Tabela medalowa
| Miejsce | Państwo         |   |   |   | Razem |
| ------- | --------------- | - | - | - | ----- |
| 1.      | Włochy          | 1 | 1 | 0 | 2     |
| 2.      | Wielka Brytania | 0 | 0 | 1 | 1     |